# Джихангир (мечеть)
Мече́ть Джиханги́р (тур. Cihangir Camii) — мечеть в микрорайоне Джихангир района Бейоглу в европейской части Стамбула. Мечеть была полностью разрушена при пожаре, а на её месте по приказу Абдул-Азиза Саркисом Бальяном была построена мечеть в неоклассическом стиле.

## История
Мечеть была построена по приказу султана Сулеймана Кануни в память о его младшем сыне шехзаде Джихангире в 1559 году знаменитым архитектором Синаном. Мечеть была несколько раз разрушена в результате пожаров и землетрясения и восстанавливалась. Последний раз, после полного разрушения, мечеть была заново выстроена Саркисом Бальяном по приказу Абдул-Азиза в 1874 году. Новая мечеть имела кубический вид с высоким куполом. Минарет, стоящий восточнее самой мечети, был построен в 1928 году. Само здание мечети реставрировалось в 1889 году по приказу Абдул-Хамида.

## Галерея

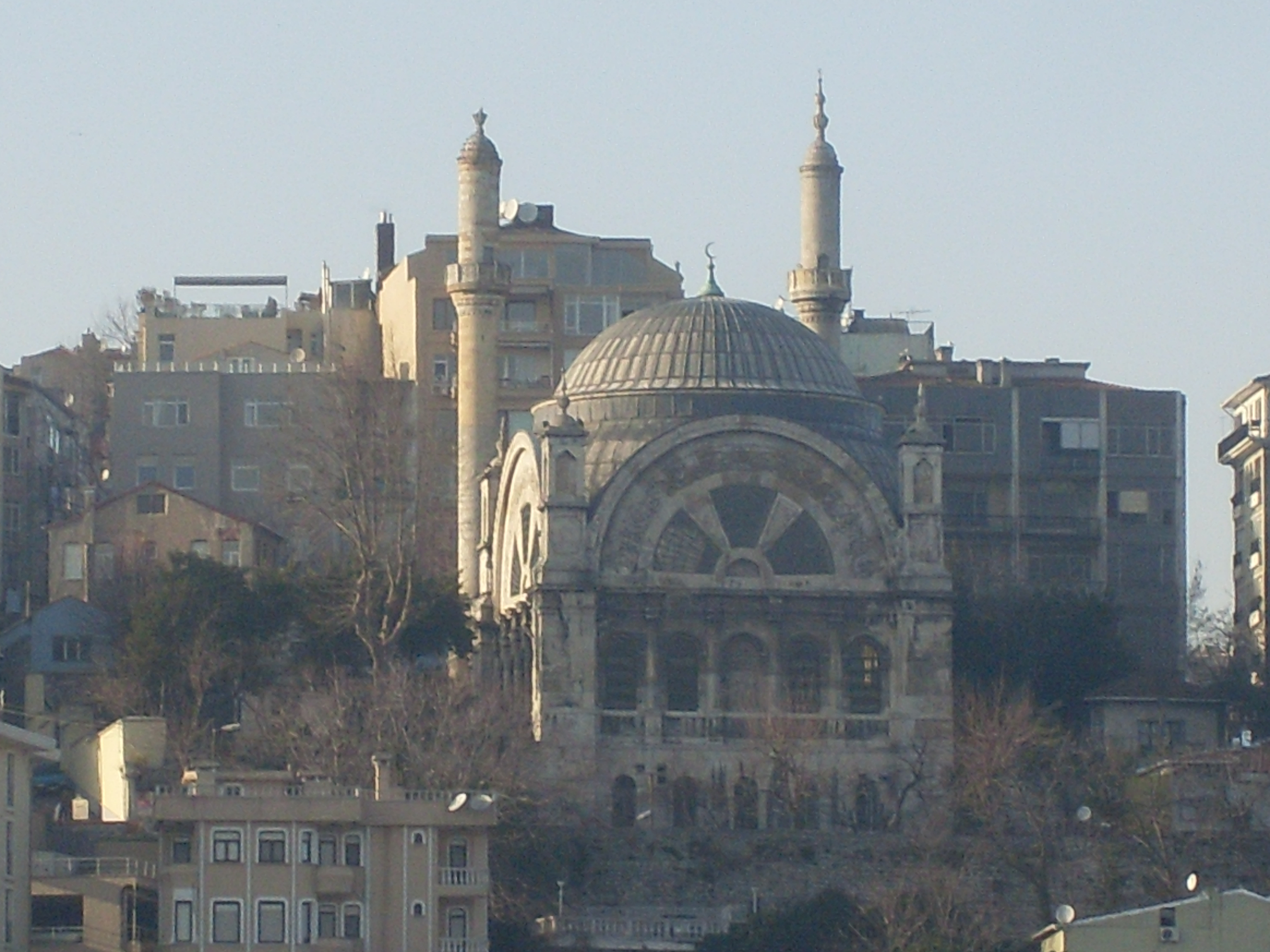
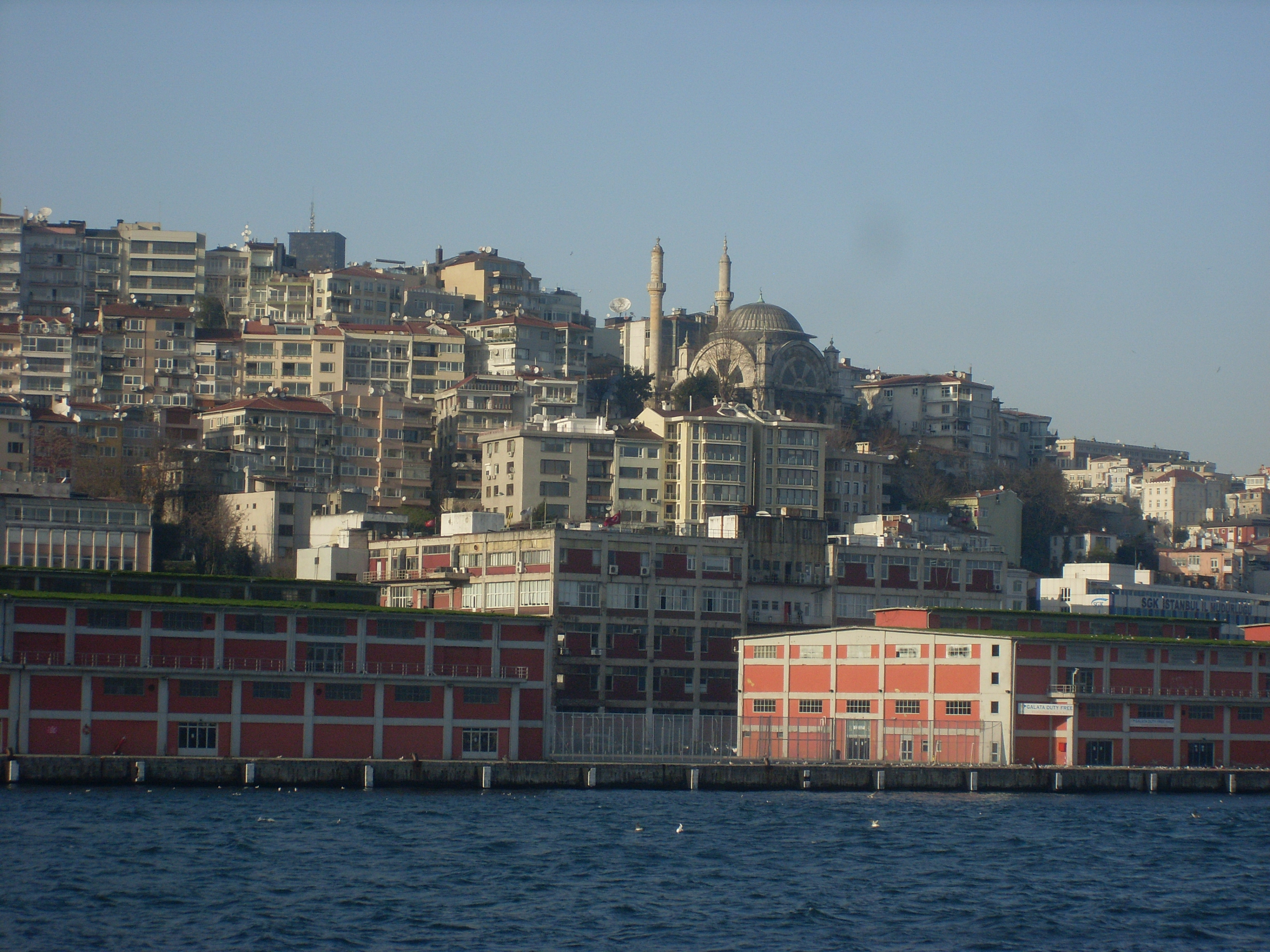
Мечеть Джихангир (февраль 2013)
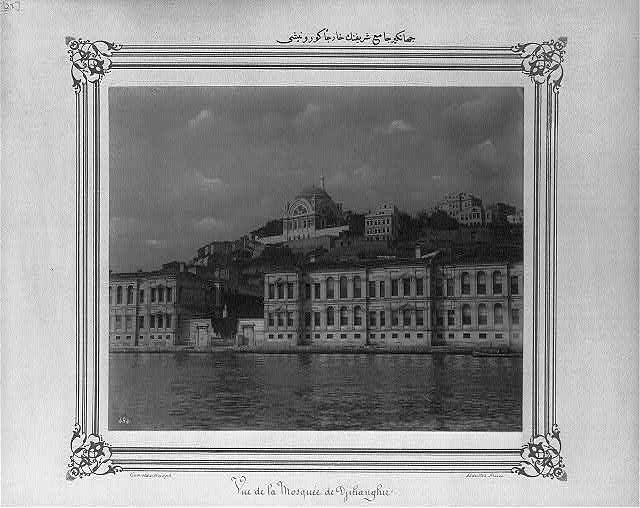
Мечеть Джихангир (1880-1893)